# 子安宣邦
子安宣邦（／；1933年2月11日—），日本思想史研究者，大阪大學名譽教授。女兒是音樂家子安文。

## 略歷
出身於日本神奈川縣川崎市。1951年進入大學。因為50年朝鮮戰爭的爆發，加入反戰運動。當時受到了尚-保羅·沙特的存在主義，阿拉貢(Louis Aragon)的抵抗文學的吸引。60年代再度進入大學修習倫理學課程。68年的大學紛爭時期，開始批判丸山真男以西洋社會理念型的近代主義。早年親近日本共產黨，並且曾入黨，後退黨。畢業於東京大學人文科學研究科博士課程修了。1969年擔任橫濱國立大學教育部助理教授。到了1985年，寫了〈思想史的虛構〉此一批判丸山真男。(這一篇文章後來成《事件としての徂徠学》(1990)的第一章。後來，大阪大學文學部教授。並在德國杜賓根大學，美國芝加哥大學，加州大學洛杉磯分校等校教授過日本思想史。亦擔任過日本思想史學會會長(1990-1994)。大學退休之後，開設了許多公民講座。並定期推行思想史講義。在德國文學研究家、原早稻田大學教授的夫人去世後，2023年與著名女導演松井久子結婚。

## 台灣思想史與子安宣邦

### 第一期 (1992-2003)
一九九二年，子安宣邦經由溝口雄三（1932-）的介紹而認識楊儒賓（1956-）而促成了「東亞的儒教與近代」研討會的召開。
當時，臺灣的儒學研究者初次瞭解到日本思想史研究執行的儒教視點不同於己身的研究，而彼此之間感覺到這種差異性的存在。因而相對證明了其間並不是只存在著「一元性」的儒家研究法。有了這一場知性往來，臺灣的儒學研討場合之中，逐漸開始出現較多的日本思想史研究者。一九九六年始，子安宣邦以成功大學舉行的「臺灣儒學」會議作為知識開展的契機，提出儒教（或儒學）應以「多元化」論述觀點切入。子安宣邦主張多元化論，並不僅是地域上的多元，而且始終指涉著方法上的多元。例如，當時以新的儒學對象來研究朱子學之下產生的「新的」意義，僅溯及視為正統的繼承者所執行的朱子學的再構成作業。然而，其主張並未順利地獲得臺灣儒學研究者的同意。二〇〇二年，子安宣邦在精神上喪失參與臺灣的大學機構所主辦的「東亞」研究活動的熱誠，並消極地面對其相關研究。當時子安宣邦在有意提出「世界史的哲學」、「近代的超克」、「方法的多元性」，以希望臺灣學界能夠從中試圖去省思，重新建構「東亞」概念的契機。

### 第二期 (2008-2012)
二〇〇八年四月八日與九日，交通大學社文所的劉紀蕙邀請了子安宣邦來交通大學進行了兩場講座。當時，交大以「政治，美學，倫理」為重新檢討東亞現代性問題為主軸，邀請歐美與東亞地區的學者訪台，子安宣邦的再度訪台，在「東亞論述史」而言，意味著進入了另一個階段。交通大學的這一場講座上邀請了楊儒賓，祝平次，何乏筆與陳光興在不同的場次提供回應意見，而開始檢討國家主義，帝國擴張或是全球化市場壟斷等，進行批判性之思想運動。

## 日文著作
- 『宣長と篤胤の世界』（中央公論社、中公叢書、1977年）
- 『伊藤仁斎 人倫的世界の思想』（東京大学出版会、1982年）
- 『「事件」としての徂徠学』（青土社、1990年）のちちくま学芸文庫
- 『鬼神論―儒家知識人のディスクール』（福武書店、1992年）
- 『本居宣長』岩波新書（岩波書店、1992年）のち現代文庫
- 『「宣長問題」とは何か』（青土社、1995年）のちちくま学芸文庫
- 『近代知のアルケオロジ－ 国家と戦争と知識人』（岩波書店、1996年）『日本近代思想批判』岩波現代文庫
- 『江戸思想史講義』（岩波書店、1998年）のち現代文庫
- 『方法としての江戸―日本思想史と批判的視座』（ぺりかん社、2000年）
- 『平田篤胤の世界』（ぺりかん社、2001年）
- 『「アジア」はどう語られてきたか―近代日本のオリエンタリズム』（藤原書店、2003年）
- 『漢字論　不可避の他者』（岩波書店、2003年）
- 『国家と祭祀』　(青土社、2004年)
- 『福沢諭吉「文明論之概略」精読』（岩波現代文庫、2005年）
- 『本居宣長とは誰か』平凡社新書、2005年）
- 『宣長学講義』（岩波書店、2006年）
- 『日本ナショナリズムの解読』（白澤社、2007年）
- 『「近代の超克」とは何か』（青土社、2008年）
- 『徂徠学講義 『弁名』を読む』(岩波書店、2008年）
- 『昭和とは何であったか─反哲学的読書論』(藤原書店、2008年）
- 『思想史家が読む論語-「学び」の復権』（岩波書店、2010年）

編著
- 『日本思想史』 （ブックガイドシリーズ　基本の30冊）（人文書院　2011年）

## 中文翻譯著作
- 『福泽谕吉《文明论概略》精读 ／东亚·思文丛书』陈玮芬譯、清华大学出版社。2010年。
- 『東亞論　－　日本現代思想批判』赵京华譯、吉林人民出版社。2011年。
- 『東亞儒學：批判與方法 ／東亞文明研究叢書』陳偉芬等譯。國立臺灣大學出版中心。2014年。
- 『日本現代思想批判 ／日本當代文化思想譯叢』赵京华譯。上海译文出版社。2017年。
- 『江戶思想史講義』丁國旗譯。北京：生活·讀書·新知三聯書店。2017年（三聯書店子安宣邦作品集之一）
- 『孔子的學問：日本人如何讀《論語》』吳燕譯，吳素蘭校譯（林少陽導讀）。北京：生活·讀書·新知三聯書店。2017年（三聯書店子安宣邦作品集之二）。
- 『何謂“現代的超克”？』董炳月譯。北京：生活·讀書·新知三聯書店。2018年（三聯書店子安宣邦作品集之三）。
- 『近代日本的亞洲觀 精装』赵京华譯。北京：生活·讀書·新知三聯書店。2019年（三聯書店子安宣邦作品集之四）。
- 『近代日本的中國觀 ／子安宣邦作品集 精装』王升远譯。北京：生活·讀書·新知三聯書店。2020年（三聯書店子安宣邦作品集之五）。
- 『漢字論：不可回避的他者』顧春譯。北京：生活·讀書·新知三聯書店。2021年（三聯書店子安宣邦作品集之六）。
- 『國家與祭祀：國家神道的現狀』董炳月譯。北京：生活·讀書·新知三聯書店。2021年（三聯書店子安宣邦作品集之七）
- 『近代知识考古學：國家、戰爭與知識人』赵京华譯。北京：生活·讀書·新知三聯書店。2022年（三聯書店子安宣邦作品集之八）。

## 註解
1. ↑  參考，劉紀蕙:〈他者視點的方法:子安宣邦教授訪談〉，《文化研究，第六期增刊，子安宣邦專輯》2008年9月，遠流。頁208-220。
2. ↑  戶倉恆信:〈省思「東亞的近代」的必要性—從子安宣邦的「來台」意義談起〉，《文化研究，第六期增刊，子安宣邦專輯》2008年9月，遠流。頁174-207。ISSN 1816-0514

## 外部連結
- 子安宣邦のブログ -思想史の仕事場からのメッセージ- （页面存档备份，存于）
- 子安宣邦的公民教室 （页面存档备份，存于）
- 清華大學人社學院 圖書館 子安宣邦文庫[]